# Rue Georges-Pitard
La rue Georges-Pitard est une voie du 15e arrondissement de Paris, en France.

## Situation et accès

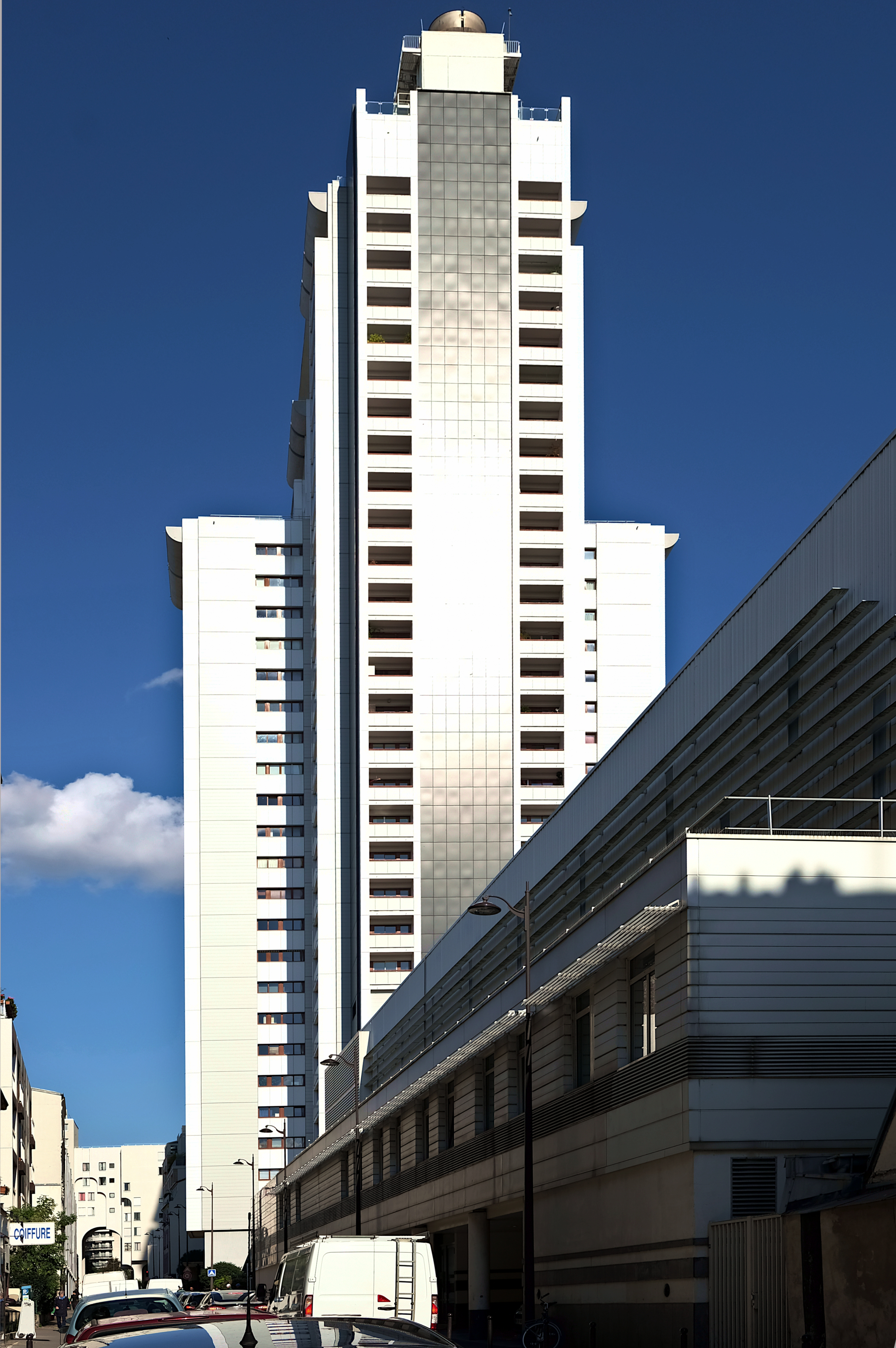
La rue en 2024.

La rue Georges-Pitard est une voie publique située dans le 15e arrondissement de Paris. Elle débute au 88, rue de la Procession et se termine au 35, place du Général-Monclar.

## Origine du nom
Cette rue porte le nom de Georges Pitard (1897-1941), avocat communiste fusillé comme otage par les Allemands en 1941 au Mont Valérien.
Georges Pitard y avait ouvert son cabinet d'avocat en 1926. Elle est dénommée « rue Georges-Pitard » par arrêté du 8 juin 1946.

## Historique
Cette voie de l'ancienne commune de Vaugirard qui s'appelait autrefois « rue Jeanne », est classée dans la voirie de Paris par un décret du 23 mai 1863.
Selon Henri Calet, qui a habité cette voie avant-guerre, la rue s’appelait « rue Marthe ». Il assiste à l’inauguration de la nouvelle plaque et en raconte la cérémonie dans Le tout sur le tout.

Son débouché sur la rue de Vouillé a été dénommé « place du Général-Monclar » par arrêté municipal du 27 juillet 1979.

## Bâtiments remarquables
- Au no 9 se situe la tour Georges-Pitard, une tour de 28 étages construite par l'architecte Bernard Zehrfuss qui héberge notamment le siège de l'Agence des systèmes d’information partagés de santé[4].
- Au no 15 se trouve la résidence Super-Montparnasse, immeuble d'habitation de 30 étages construit par Bernard Zehrfuss en 1969[5].
- Au 29-31, ateliers d'artistes construits à partir de 1878[6].

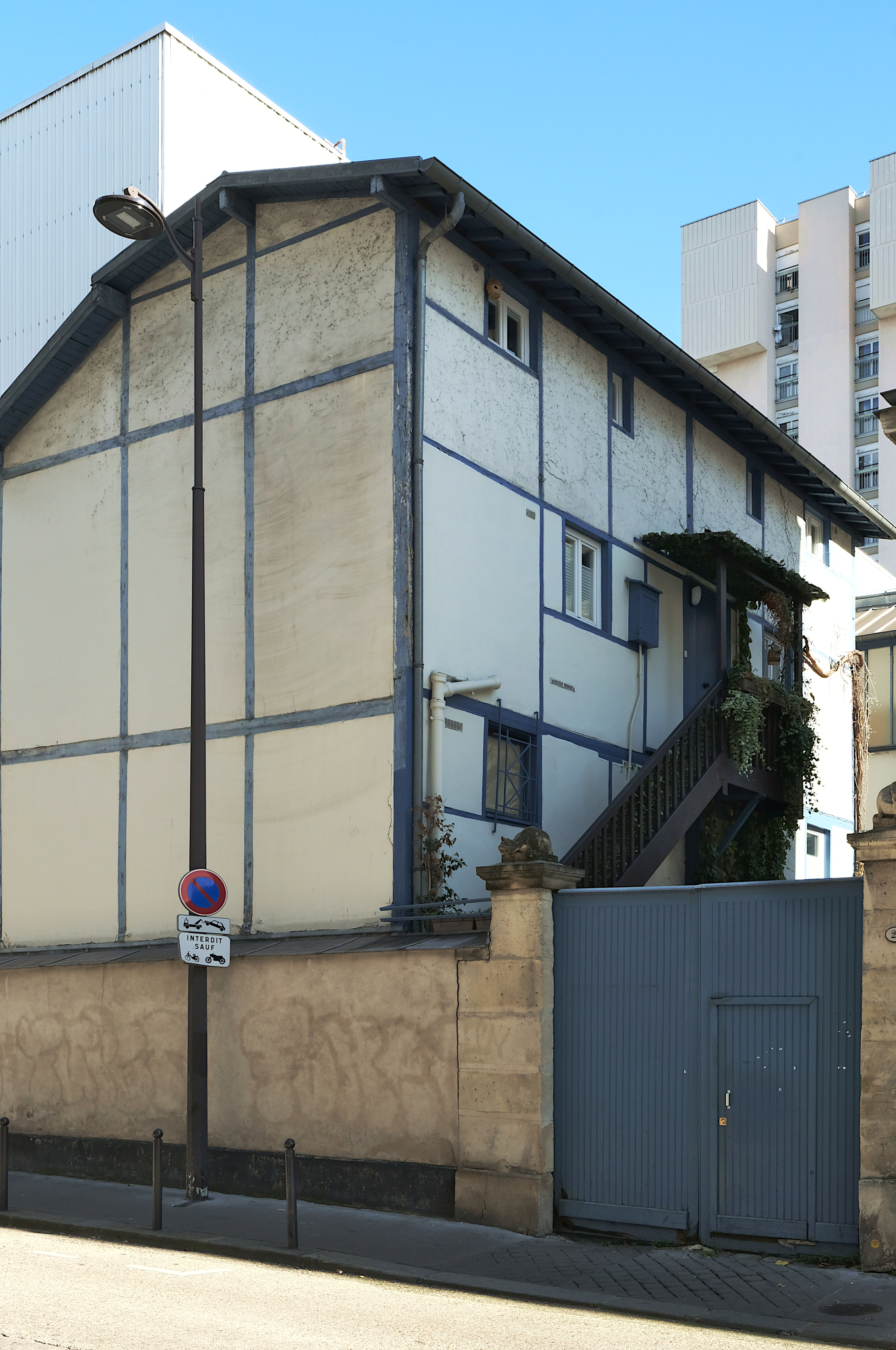
No 29 : ateliers d'artistes.